# Rubén Pérez
Rubén Pérez Moreno (Zaldibar, 30 oktober 1981) is een Spaans voormalig wielrenner die tussen 2006 en 2013 reed voor Euskaltel-Euskadi.

## Overwinningen
2010
1e etappe Ronde van Beieren
2011
Sprintklassement Ronde van Catalonië

## Resultaten in voornaamste wedstrijden
| Jaar | Ronde van Italië | Ronde van Frankrijk | Ronde van Spanje |
| ---- | ---------------- | ------------------- | ---------------- |
| 2006 |                  |                     | 69e              |
| 2007 |                  | 50e                 |                  |
| 2008 |                  | 91e                 | 41e              |
| 2009 |                  | 72e                 | 98e              |
| 2010 |                  | 94e                 |                  |
| 2011 |                  | 75e                 |                  |
| 2012 |                  | 87e                 | 75e              |
| 2013 |                  | 139e                |                  |

| Jaar | Milaan-San Remo | Gent-Wevelgem | Ronde van Vlaanderen | Parijs-Roubaix | Amstel Gold Race | Luik-Bast.‑Luik | Ronde van Lombardije | Clásica San Sebastián |  | Wereldranglijsten |
| ---- | --------------- | ------------- | -------------------- | -------------- | ---------------- | --------------- | -------------------- | --------------------- |  | ----------------- |
| 2006 | 79e             |               |                      |                |                  |                 | opgave               |                       |  |                   |
| 2007 |                 |               |                      |                | opgave           | opgave          |                      |                       |  |                   |
| 2008 | 37e             |               |                      |                | 107e             | 108e            |                      | 35e                   |  |                   |
| 2009 |                 |               |                      |                | opgave           | 91e             |                      | 9e                    |  | 187e (UWK)        |
| 2010 | 45e             | 49e           |                      |                |                  |                 |                      | 70e                   |  | 219e (UWK)        |
| 2011 |                 |               |                      |                |                  |                 |                      | 61e                   |  | 200e (UWT)        |
| 2012 | 134e            | 82e           | 62e                  | buit.tijd      | opgave           | opgave          |                      |                       |  | 148e (UWT)        |
| 2013 |                 |               |                      |                | opgave           | opgave          |                      |                       |  |                   |

## Ploegen
- 2005 –  Orbea
- 2005 –  Euskaltel-Euskadi (stagiair vanaf 1-8)
- 2006 –  Euskaltel-Euskadi
- 2007 –  Euskaltel-Euskadi
- 2008 –  Euskaltel-Euskadi
- 2009 –  Euskaltel-Euskadi
- 2010 –  Euskaltel-Euskadi
- 2011 –  Euskaltel-Euskadi
- 2012 –  Euskaltel-Euskadi
- 2013 –  Euskaltel Euskadi

Albizuri · Amuriza · Arrizabalaga · Celis · del Nero · Díaz · Domínguez · Mezo · Otxotorena · A. Pérez · R. Pérez · Villegas · Zubero · Zumeta
Albizu ·
Antón ·
Artetxe ·
Camaño ·
Etxebarria ·
Fernández ·
Flores ·
A. González ·
G. González ·
Herrero ·
Irizar ·
Isasi ·
Laiseka ·
Landaluze ·
López ·
López de Munain ·
Luengo ·
Martínez ·
Mayo ·
Peña ·
Sánchez ·
A. Silloniz ·
J. Silloniz ·
Verdugo ·
H. Zubeldia ·
J. Zubeldia ·
Albizuri (stagiair) ·
Pérez (stagiair)
Albizu ·
Albizuri ·
Antón ·
Aranaga ·
Camaño ·
Etxebarria ·
Fernández ·
Flores ·
González ·
Hernández ·
Herrero ·
Iriondo ·
Irizar ·
Isasi ·
Laiseka ·
Landaluze ·
López ·
Luengo ·
Mayo ·
Mayoz ·
Peña ·
A. Pérez ·
R. Pérez ·
Sánchez ·
Silloniz ·
Uribarri ·
Verdugo ·
H. Zubeldia ·
J. Zubeldia
Albizuri ·
Antón ·
Aperribay ·
Aranaga ·
Astarloza ·
Azanza ·
Bru ·
Etxebarria ·
Fernández ·
Galdós ·
Galparsoro ·
Hernández ·
Iriondo ·
Irizar ·
Isasi ·
Lafuente ·
Landaluze ·
Luengo ·
Oroz ·
Mayoz ·
Peña ·
A. Pérez ·
R. Pérez ·
Sánchez ·
Txurruka ·
Uribarri ·
Velasco ·
Verdugo ·
H. Zubeldia ·
J. Zubeldia
Agirre ·
Albizuri ·
Antón ·
Aperribay ·
Aramendia ·
Astarloza ·
Azanza ·
Bru ·
Fernández ·
Galdós ·
Galparsoro ·
Hernández ·
Irizar ·
Isasi ·
Lafuente ·
Landaluze ·
Luengo ·
Martínez ·
Oroz ·
A. Pérez ·
R. Pérez ·
Sánchez  ·
Txurruka ·
Velasco ·
Verdugo ·
Zubeldia
Agirre ·
Antón ·
Aramendia ·
Astarloza ·
Azanza ·
de Lis de Andrés ·
Fernández ·
Galdós ·
Hernández ·
Irizar ·
Isasi ·
Lafuente ·
Landaluze (tot 15/07) ·
Martínez ·
Nieve ·
Oroz ·
A. Pérez ·
R. Pérez ·
Sánchez  ·
Txurruka ·
Urtasun ·
Velasco ·
Verdugo
Antón ·
Aramendia ·
Azanza ·
Castroviejo ·
de Lis de Andrés ·
Fernández ·
Galdós ·
Hernández ·
Intxausti ·
Isasi ·
Izagirre ·
Martínez ·
Mínguez ·
Nieve ·
Oroz ·
A. Pérez ·
R. Pérez ·
Sánchez  ·
Sesma ·
Sicard ·
Txurruka ·
Urtasun ·
Velasco ·
Verdugo
Antón ·
Aramendia ·
Astarloza ·
Azanza ·
Bilbao ·
Castroviejo ·
Cazaux ·
Fernández ·
Isasi ·
G. Izagirre ·
J. Izagirre ·
Landa ·
Martínez ·
Mínguez ·
Nieve ·
Oroz ·
A. Pérez ·
R. Pérez ·
Sánchez  ·
Sesma ·
Sicard ·
Txurruka ·
Urtasun ·
Velasco ·
Verdugo
Antón ·
Astarloza ·
Azanza ·
Bilbao ·
Cabedo ·
Cazaux ·
García ·
G. Izagirre ·
J. Izagirre ·
Landa ·
Martínez ·
Mínguez ·
Nieve ·
Oroz ·
A. Pérez ·
R. Pérez ·
Sáez de Arregui ·
Sánchez  ·
Sicard ·
Txurruka ·
Urtasun ·
Velasco ·
Verdugo
Aberasturi ·
Antón ·
Astarloza ·
Azanza ·
Bilbao ·
Bravo ·
Chaoufi (tot 12/08) ·
García ·
G. Izagirre ·
J. Izagirre ·
Kocjan ·
Landa ·
Lobato ·
Martínez ·
Mestre ·
Mínguez ·
Nieve ·
Oroz ·
Pérez ·
Radochla ·
Sáez de Arregui ·
Sánchez ·
Schulze ·
Serebrjakov (tot 06/04) ·
Sicard ·
Tamouridis ·
Txurruka ·
Urtasun ·
Verdugo ·
Vrečer